# Tronie
Tronie（16 或 17 世紀荷蘭語中的“臉”，與法語單詞“trogne”相關）是荷蘭黃金時代繪畫和佛拉蒙巴洛克繪畫（英語：Flemish Baroque painting）中常見的一種作品的名稱/類別，它們表現出誇張的面部表情或穿著服裝的人。這些作品的目的不是肖像，而是對表情、類型、相貌或有趣角色的研究，例如老人或女人、年輕女人、士兵、牧羊女、東方人或特定種族的人等。
創造該類作品的藝術家的主要目標是透過自由使用顏色、強烈的光線對比或特殊的配色方案來實現人物的逼真表現並展示他們的幻覺主義（英語：Illusionism）能力。 該類作品向觀眾傳達了不同的含義和價值觀。它們體現了諸如短暫、青春和老年等抽象概念，但也可以作為人類品質的正面或負面例子，例如智慧、力量、虔誠、愚蠢或衝動等。 這些作品在荷蘭和法蘭德斯非常受歡迎，並作為獨立作品為自由市場製作。
楊·維梅爾的《戴珍珠耳環的少女》被認為屬於此類創作。